# Saison 4 de Falco
Chronologie
Saison 3
Cet article présente les épisodes de la quatrième saison de la série télévisée policière française Falco.

## Synopsis de la saison
En mai 1991, le lieutenant de police Alexandre Falco, agent brillant promis à une belle carrière et bon père de famille, retrouve pour une enquête son coéquipier et meilleur ami, Jean-Paul Ménard, dans le but de faire tomber un groupe de malfrats. Mais pris dans une embuscade, Falco reçoit une balle dans la tête, alors qu'il est déjà assommé. Il tombe alors dans le coma.
Vingt-deux ans plus tard, il sort de son sommeil profond et découvre qu'autour de lui, les choses ont beaucoup changé : sa femme Carole a refait sa vie et sa fille Pauline, qu'il a connu bébé, est devenue adulte. Refusant la retraite proposée par Ménard, son ancien équipier devenu commissaire, il réintègre les rangs de la police et mène l’enquête aux côtés du lieutenant procédurier Romain Chevalier et du brigadier Éva Blum.

## Distribution

### Acteurs principaux
- Sagamore Stévenin : Alexandre Falco (épisodes 1 à 4)
- Clément Manuel : Romain Chevalier
- Alexia Barlier : Éva Blum
- Mathilde Lebrequier : Carole Sarda-Falco
- Franck Monsigny : Philippe Chéron
- Marie Béraud : Pauline Falco
- Lilly-Fleur Pointeaux : Joy
- David Kammenos : Maxime Kucing (à partir de l'épisode 3)
- Anne Sila : Claudia (à partir de l'épisode 3)

## Liste des épisodes

### Épisode 1 :Double Peine (1repartie)
- France : 7 avril 2016 sur TF1

- France : 5,34 millions de téléspectateurs[1] (première diffusion)

### Épisode 2 :Double Peine (2epartie)
Numéro 4-02
- Première diffusion en  France : 7 avril 2016 sur TF1
- Audiences :  France : 4,92 millions de téléspectateurs[2] (première diffusion)

Résumé
La disparition d’Audrey prend une autre ampleur quand on découvre qu’elle n’est pas la seule victime. Falco et son équipe doivent à tout prix arrêter le tueur avant qu’il ne récidive. Dans cette course contre la montre, Falco lutte toujours contre ses migraines et croise la route d’un mystérieux Maxime, qui cherche à se rapprocher de lui...

### Épisode 3:Asphyxie
Numéro 4-03
- Première diffusion en  France : 14 avril 2016 sur TF1
- Audiences:  France : 4,57 millions de téléspectateurs[3] (première diffusion)

Résumé
Le coma de Falco met sa famille et ses coéquipiers à rude épreuve. Pourtant, il faut continuer à se battre : une femme les appelle à l’aide avant de disparaître en laissant la gourmette d’un enfant. Maxime intègre l’équipe de Romain et d’Eva, s’empare de l’affaire mais étonne avec ses méthodes très particulières... Maxime reprend contact avec Claudia 10 ans après la disparition de Ludivine.

### Épisode 4:Dernière danse
Numéro 4-04
- Première diffusion en  France : 14 avril 2016 sur TF1
- Audiences :  France : 4,26 millions de téléspectateurs[4] (première diffusion)

Résumé
Tandis que Falco subit l’intervention de la dernière chance, Maxime, Romain et Eva enquêtent sur la mort d’une femme qui voulait changer de vie. Les méthodes de Maxime séduisent Eva, mais finiront-elle par vaincre les réticences de Romain... Avec l'accord de la famille, les médecins laissent Falco s'éteindre. Des gens s'inquiètent de la volonté de Maxime de retrouver Ludivine.

### Épisode 5:Loin des yeux
Numéro 4-05
- Première diffusion en  France : 21 avril 2016 sur TF1
- Audiences :  France : 5,18 millions de téléspectateurs[5] (première diffusion)

Résumé
Deux jeunes filles âgées de 16 ans, Anaïs et Nadia, ont disparu alors qu'elles étaient sorties en cachette en mentant à leurs parents. La mère de Nadia reçoit un mystérieux message : a priori, les filles sont en danger. Une crainte qui se confirme lorsqu'une image de vidéosurveillance les montre en train d'être emmenées de force dans une camionnette.

### Épisode 6:Le poids du silence
Numéro 4-06
- Première diffusion en  France : 21 avril 2016 sur TF1
- Audiences :  France : 4,22 millions de téléspectateurs[6] (première diffusion)

Résumé
Drame dans un parc parisien : un homme tue trois personnes avec un fusil longue distance. Les premiers éléments sont clairs : seul un militaire aurait été capable de tirs aussi précis. Pourtant, alors qu'un suspect est arrêté, une deuxième tuerie a lieu.

### Épisode 7:Faux-semblants
Numéro 4-07
- Première diffusion en  France : 28 avril 2016 sur TF1
- Audiences :  France : 4,85 millions de téléspectateurs[7] (première diffusion)

Résumé
Macabre découverte dans une ruelle parisienne. Victoria, jeune fille au pair, est retrouvée étranglée, les yeux arrachés. La piste s'oriente rapidement vers ses employeurs, Flore et Vincent Lesieur. Qui peut en vouloir à Flore, cette jeune blogueuse médiatisée, maman d'une petite fille, et pourquoi ?

### Épisode 8:Parabellum
Numéro 4-08
- Première diffusion en  France : 28 avril 2016 sur TF1
- Audiences :  France : 4,26 millions de téléspectateurs[8] (première diffusion)

Résumé
Pour retrouver Ludivine, qui a refait sa vie sous une nouvelle identité, Maxime doit faire libérer Chéron de prison. Impossible ? Pas lorsqu'on sait comment mettre la pression à ses anciens collègues du service des infiltrations... Maxime se livre à son ennemie de toujours, madame Perrot. Il force ainsi son ancien service à tout faire pour le sortir de là.